# Guías de Lectura Caballeresca
Guías de Lectura Caballeresca (etwa: „Leseführer zu den Ritterbüchern“) ist eine Buchreihe, in der spanische Ritterromane vorwiegend des 16. Jahrhunderts (libros de caballerías) gesammelt erscheinen.
Die Reihe wird herausgegeben vom Instituto Universitario de Investigación en Estudios Medievales y del Siglo de Oro “Miguel de Cervantes” (Universitätinstitut „Miguel de Cervantes“ für die Erforschung des Mittelalters und des Goldenen Zeitalters) der Universidad de Alcalá.
1. El Baladro del sabio Merlín (Burgos, Juan de Burgos, 1498)
2. Oliveros de Castilla (Burgos, Fadrique Biel de Basilea, 1499)
3. Tristán de Leonís (Valladolid, Juan de Burgos, 1501)
4. Amadís de Gaula (I-IV) de Garci Rodríguez de Montalvo (Zaragoza, Jorge Coci, 1508)
5. Florisando de Páez de Ribera (Salamanca, Juan de Porras, 1510)
6. Palmerín de Olivia (Salamanca, Juan de Porras, 1511)
7. Tirante el Blanco (Valladolid, Diego de Gumiel, 1511)
8. Primaleón (Salamanca, Juan de Porras, 1512)
9. Demanda del Santo Grial (Toledo, Juan de Villaquirán, 1515)
10. Floriseo de Fernando Bernal (Valencia, Diego de Gumiel, 1516)
11. Arderique de Juan de Molina (Valencia, Juan Viñao, 1517)
12. Clarián de Landanís (libro I de la parte I) de Gabriel Velázquez de Castillo (Toledo, Juan de Villaquirán, 1518)
13. Claribalte de Gonzalo Fernández de Oviedo (Valencia, Juan Viñao, 1519)
14. Las sergas de Esplandián de Garci Rodríguez de Montalvo (Toledo, Juan de Villaquirán, 1521)
15. Lepolemo de Alonso de Salazar (Valencia, Juan Jofré, 1521)
16. Clarián de Landanís (libro II) del maestro Alvaro (Toledo, Juan de Villaquirán, 1522)
17. Renaldos de Montalbán (libros I y II) de Luis Domínguez (Toledo, Juan de Villaquirán, 1523)
18. Raimundo de Grecia (libro III de Floriseó) de Fernando Bernal (Salamanca, 1524)
19. Lisuarte de Grecia de Feliciano de Silva (Sevilla, Jacobo y Juan Cromberger, 1525)
20. Espejo de caballerías (libro I) de Pedro López de Sta. Catalina (Toledo, Gaspar de Ávila, 1525)
21. Lisuarte de Grecia de Juan Díaz (Sevilla, Jacobo y Juan Cromberger, 1526)
22. Polindo (Toledo, Juan de Villaquirán, 1526)
23. Guaríno Mezquino (Sevilla, Juan Várela de Salamanca, 1527)
24. Espejo de caballerías (libro II) de Pedro López de Sta. Catalina (Toledo, Cristóbal Francés y Francisco de Alfaro, 1527)
25. Lidamán de Ganail (parte IV de Ccarían) de Jerónimo López (Toledo, Gaspar de Ávila, 1528)
26. Amadís de Grecia de Feliciano de Silva (Cuenca, Cristóbal Francés, 1530)
27. Floríndo de Fernando Basurto (Zaragoza, Pedro Harduyn, 1530)
28. Florisel de Niquea de Feliciano de Silva (Valladolid, Nicolás Tierri, 1532)
29. Florambel de Lucea (parte I) de Francisco de Enciso (Valladolid, Nicolás Tierri, 1532)
30. Florambel de Lucea (parte II) de Francisco de Enciso (Valladolid, Nicolás Tierri, 1532)
31. Libro del esforzado gigante Morgante de Jerónimo Aunes (Valencia, Francisco Díaz Romano, 1533)
32. Platir (Valladolid, Nicolás Tierri, 1533)
33. La Trapesonda (libro III de Renaldo de Montalbán) (Sevilla, Juan Cromberger, 1533)
34. Lidamor de Escocia de Juan de Córdoba (Salamanca, 1534)
35. Tristán el Joven (libro II de Trístán de Leonís) (Sevilla, Dominico de Robertis, 1534)
36. Libro segundo de Morgante de Jerónimo Aunes (Valencia, Nicolás Duran, 1535)
37. Valerián de Hungría de Dionís Clemente (Valencia, Francisco Díaz Romano, 1540)
38. Baldo (libro IV de Renaldos de Montalbán) (Sevilla, Dominico de Robertis, 1542)
39. Philesbián de Candaría (Medina del Campo, Juan de Villaquirán, 1542)
40. Félix Magno (libros I y II) (Sevilla, Sebastián Trugillo, 1543)
41. Cirongilio de Tracia de Bernardo de Vargas (Sevilla, Jácome Cromberger, 1545)
42. Cristalián de España de Beatriz Bernal (Valladolid, Juan de Villaquirán, 1545)
43. Florando de Inglaterra (partes I y II) (Lisboa, Germán Gallarde, 1545)
44. Florando de Inglaterra (parte III) (Lisboa, Germán Gallarde, 1545)
45. Florisel de Niquea (parte III) de Feliciano de Silva (Sevilla, taller de Juan Cromberger, 1546)
46. Silves de la Selva de Pedro de Lujan (Sevilla, Dominico de Robertis, 1546)
47. Belianís de Grecia (partes I y II) de Jerónimo Fernández (Burgos, Martín Muñoz, 1547)
48. Palmerín de Inglaterra (libro I) de Francisco de Moraes (Toledo, herederos de Fernando de Santa Catalina, 1547)
49. Roselao de Grecia (libro III de Espejo de caballerías) de Pedro de Reinosa (Toledo, Juan de Ayala, 1547)
50. Palmerín de Inglaterra (libro II) de Francisco de Moraes (Toledo, herederos de Fernando de Santa Catalina, 1548)
51. Félix Magno (libros III y TV) (Sevilla, Sebastián Trugillo, 1549)
52. Floramante de Colonia (parte II de Ciarían) de Jerónimo López (Sevilla, Juan Vázquez de Ávila, 1550)
53. Florisel de Niquea
53/1 (parte IV: libro I) de Feliciano de Silva (Salamanca, Andrés de Portonaris, 1551)
53/2. (parte IV: libro II) de Feliciano de Silva (Salamanca, Andrés de Portonaris, 1551)
54. Espejo de príncipes y caballeros (parte I) de Diego Ortúñez de Calahorra (Zaragoza, Esteban de Nájera, 1555)
55. Felixmarte de Hircania de Melchor Ortega (Valladolid, Francisco Fernández de Córdoba, 1556)
56. Leandro el Bel (parte II de Lepolemo) de Pedro de Lujan (Toledo, Miguel Ferrer, 1563)
57. Olivante de Laura de Antonio de Torquemada (Barcelona, Claude Bornat, 1564)
58. Febo el Troyano de Esteban Corbera (Barcelona, Pedro Malo, 1576)
59. Belianís de Grecia (partes III y IV) de Jerónimo Fernández (Burgos, Pedro de Santillana, 1579)
60. Espejo de príncipes y caballeros (parte II) de Pedro de la Sierra (Alcalá de Henares, Juan Iñíguez de Lequerica, 1580)
61. Espejo de príncipes y caballeros (parte III) de Marcos Martínez (Alcalá de Henares, Juan Iñíguez de Lequerica, 1587)